# Eugène Helimski
Eugène Arnoldovitch Helimski est un linguiste né le 15 mars 1950 à Odessa en URSS et décédé le 25 décembre 2007 à Hambourg en Allemagne. Il est l'auteur d'ouvrages majeurs sur les langues finno-ougriennes et samoyèdes, les liens entre les langues nostratiques et ouraliennes, le contact des langues, la théorie de la classification génétique des langues, la culture et l’histoire de l’Eurasie du Nord et le chamanisme. Il est considéré comme l’un des plus grands spécialistes mondiaux en matière de langues samoyèdes.

## Biographie
Diplômé de la faculté de Linguistique structurelle appliquée de l’université de Moscou en 1972. Il défend une thèse sur les liens linguistiques ougro-samoyediques (Tartu, 1979) puis sur la dialectologie historique et descriptive des langues samoyèdes (Tartu, 1988).
Il a travaillé à l'Institut d'études slaves et balkaniques de l'Académie des sciences de Russie (1978-1997), à l’université d'État des sciences humaines de Russie (1992-1998), à l’université de Budapest puis d’autres universités européennes.  
En 1998 il devient professeur et directeur de l’institut de langue finno-ougriennes et ouraliennes de l’université de Hambourg.